# Белецкий (Нижегородская область)
Белецкий — посёлок в Лукояновском районе Нижегородской области. Входит в состав Большемаресьевского сельсовета.

## География
Находится в южной части Нижегородской области на расстоянии приблизительно 20 километров по прямой на запад-юго-запад от города Лукоянов, административного центра района.

## История
Посёлок был основан белорусами, переселёнными в район предположительно в конце XVII века. По состоянию на 2020 год опустел.

## Население
| 2002 | 2010 |
| ---- | ---- |
| 15   | ↘4   |

Постоянное население составляло 15 человек (русские 100 %) в 2002 году, 4 в 2010.